# Янг, Паркер
Па́ркер Янг (англ. Parker Young, род. 16 августа 1988, Тусон) — американский актёр. Наиболее известен по ролям в телесериалах «Пригород», «Завербован» и «Стрела».

## Ранняя жизнь
Паркер Янг родился в городе Тусон, штат Аризона и он старший из трёх детей Карла и Зарины Янгов. У него есть брат Нельсон и сестра Алексис. Паркер ходил в старшую школу Каталина Футхиллс, где был капитаном команды по американскому футболу и в то же время нападающим Интерес к театру у него развился в подростковые годы. После выпуска Паркер переехал в Лос-Анджелес и поступил в Университет Пеппердайн, чтобы стать актёром.

## Фильмография

### Кино
| Год  | Название на русском     | Название на английском                 | Роль          | Примечания      |
| ---- | ----------------------- | -------------------------------------- | ------------- | --------------- |
| 2008 | Спёкшийся 2             | Gingerdead Man 2: Passion of the Crust | Корнелиус     |                 |
| 2009 |                         | Nightfall                              | Джейми Паркер |                 |
| 2010 | Стрелы Купидона         | Cupid's Arrow                          | Тони          |                 |
| 2014 |                         | Tainted Rose                           | Энтони        |                 |
| 2014 | Животное                | Animal                                 | Джефф         |                 |
| 2014 |                         | Sex Ed                                 | Монтана       |                 |
| 2014 |                         | Polis                                  | Дэвид         | Короткометражка |
| 2015 | Смелость сказать правду | 4th Man Out                            | Крис          |                 |
| 2016 | Большой босс            | The Boss                               | Мойша         |                 |

### Телевидение
| Год     | Название на русском                         | Название на английском                   | Роль               | Примечания                            |
| ------- | ------------------------------------------- | ---------------------------------------- | ------------------ | ------------------------------------- |
| 2008    | Дни нашей жизни                             | Days of our Lives                        | курьер             | Сезон 43, эпизод 293                  |
| 2010    | Биг Тайм Раш                                | Big Time Rush                            | Трэвис             | Эпизод «Big Time Break»               |
| 2010    | Добиться или сломаться                      | Make It or Break It                      | парень №1          | Эпизод «Party Gone Out of Bounds»     |
| 2011-14 | Пригород                                    | Suburgatory                              | Райан Шэй          | Второстепенная роль; 27 эпизодов      |
| 2011    | C.S.I.: Место преступления Нью-Йорк         | CSI: NY                                  | Тэд Вулфф          | Эпизод «Get Me Out of Here!»          |
| 2012    | Безумцы                                     | Mad Men                                  | Джим Хэнсон        | Эпизод: «Signal 30»                   |
| 2012    | В стиле Джейн                               | Jane by Design                           | Эйдан Чейз         | Эпизод «The Celebrity»                |
| 2013    | Убивающая реальность                        | Killer Reality                           | Росс Фриман        | ТВ фильм                              |
| 2014    | Завербован                                  | Enlisted                                 | рядовой Рэнди Хилл | Основной состав; 13 эпизодов          |
| 2014    |                                             | Things You Shouldn't Say Past Midnight   | Лео                |                                       |
| 2015    | Трудности ассимиляции                       | Fresh Off the Boat                       | Уайатт             | Эпизод «Phillip Goldstein»            |
| 2015-16 | Стрела                                      | Arrow                                    | Алекс Дэвис        | Второстепенный состав; 10 эпизодов    |
| 2016    | Руководство по выживанию от Купера Барретта | Cooper Barrett's Guide to Surviving Life | Шейн               | Эпизод «How to Survive Your Crazy Ex» |
| 2017-18 | Типа моя жена                               | Imposters                                | Ричард             | Основной состав; 20 эпизодов          |
| 2018    |                                             | The Wedding Do Over                      | Питер Кларк        | ТВ фильм                              |